# On Air (álbum)
On Air (también llamado Queen on Air: The Complete BBC Sessions) es un álbum compilatorio de la banda británica Queen. Publicado el 4 de noviembre de 2016 a través de Virgin EMI Records.
Fue lanzado en formato de 2 CDs, una edición de lujo de 6 CDs, y un vinilo de 3 LPs. La edición de 2 CDs presenta las sesiones de estudio en la BBC; la edición de lujo de 6 CDs añade un disco que incluye canciones de tres conciertos que abarcan desde 1973 hasta 1986 y 3 discos con varias entrevistas transmitidas en Capital Radio y BBC Radio 1.

## Lista de canciones

### Edición de 2 CD: The Complete BBC Sessions
| Disco uno |                                                                  |                   |          |  |
| N.º       | Título                                                           | Escritor(es)      | Duración |  |
| 1.        | «My Fairy King» (Session 1: 5 de febrero de 1973)                | Freddie Mercury   | 4:08     |  |
| 2.        | «Keep Yourself Alive» (Session 1: 5 de febrero de 1973)          | Brian May         | 3:49     |  |
| 3.        | «Doing All Right» (Session 1: 5 de febrero de 1973)              | May, Tim Staffell | 4:13     |  |
| 4.        | «Liar» (Session 1: 5 de febrero de 1973)                         | Mercury           | 6:30     |  |
| 5.        | «See What a Fool I've Been» (Session 2: 25 de julio de 1973)     | May               | 4:21     |  |
| 6.        | «Keep Yourself Alive» (Session 2: 25 de julio de 1973)           | May               | 3:50     |  |
| 7.        | «Liar» (Session 2: 25 de julio de 1973)                          | Mercury           | 6:29     |  |
| 8.        | «Son and Daughter» (Session 2: 25 de julio de 1973)              | May               | 6:03     |  |
| 9.        | «Ogre Battle» (Session 3: 3 de diciembre de 1973)                | Mercury           | 4:40     |  |
| 10.       | «Modern Times Rock 'n' Roll» (Session 3: 3 de diciembre de 1973) | Roger Taylor      | 2:02     |  |
| 11.       | «Great King Rat» (Session 3: 3 de diciembre de 1973)             | Mercury           | 5:57     |  |
| 12.       | «Son and Daughter» (Session 3: 3 de diciembre de 1973)           | May               | 7:08     |  |
| 59:10     |                                                                  |                   |          |  |

| Disco dos |                                                              |              |          |  |
| N.º       | Título                                                       | Escritor(es) | Duración |  |
| 1.        | «Modern Times Rock 'n' Roll» (Session 4: 3 de abril de 1974) | Taylor       | 2:46     |  |
| 2.        | «Nevermore» (Session 4: 3 de abril de 1974)                  | Mercury      | 1:29     |  |
| 3.        | «White Queen (As It Began)» (Session 4: 3 de abril de 1974)  | May          | 4:54     |  |
| 4.        | «Now I'm Here» (Session 5: 16 de octubre de 1974)            | May          | 4:18     |  |
| 5.        | «Stone Cold Crazy» (Session 5: 16 de octubre de 1974)        | Queen        | 2:17     |  |
| 6.        | «Flick of the Wrist» (Session 5: 16 de octubre de 1974)      | Mercury      | 3:26     |  |
| 7.        | «Tenement Funster» (Session 5: 16 de octubre de 1974)        | Taylor       | 3:00     |  |
| 8.        | «We Will Rock You» (Session 6: 28 de octubre de 1977)        | May          | 1:35     |  |
| 9.        | «We Will Rock You (Fast)» (Session 6: 28 de octubre de 1977) | May          | 2:46     |  |
| 10.       | «Spread Your Wings» (Session 6: 28 de octubre de 1977)       | John Deacon  | 5:24     |  |
| 11.       | «It's Late» (Session 6: 28 de octubre de 1977)               | May          | 6:36     |  |
| 12.       | «My Melancholy Blues» (Session 6: 28 de octubre de 1977)     | Mercury      | 3:11     |  |
| 41:42     |                                                              |              |          |  |

### Edición de lujo de 6 CD
| Disco tres: Queen Live on Air |                                                                                   |                               |          |  |
| N.º                           | Título                                                                            | Escritor(es)                  | Duración |  |
| 1.                            | «Procession» (Golders Green Hippodrome, 13 de septiembre de 1973)                 | May                           | 1:41     |  |
| 2.                            | «Father to Son» (Golders Green Hippodrome, 13 de septiembre de 1973)              | May                           | 5:29     |  |
| 3.                            | «Son and Daughter» (Golders Green Hippodrome, 13 de septiembre de 1973)           | May                           | 3:44     |  |
| 4.                            | «Guitar Solo» (Golders Green Hippodrome, 13 de septiembre de 1973)                | May                           | 1:25     |  |
| 5.                            | «Son and Daughter (Reprise)» (Golders Green Hippodrome, 13 de septiembre de 1973) | May                           | 2:08     |  |
| 6.                            | «Ogre Battle» (Golders Green Hippodrome, 13 de septiembre de 1973)                | Mercury                       | 5:22     |  |
| 7.                            | «Liar» (Golders Green Hippodrome, 13 de septiembre de 1973)                       | Mercury                       | 7:27     |  |
| 8.                            | «Jailhouse Rock» (Golders Green Hippodrome, 13 de septiembre de 1973)             | Jerry Leiber and Mike Stoller | 1:07     |  |
| 9.                            | «Intro» (Estádio do Morumbi, 20 de marzo de 1981)                                 | Taylor                        | 0:26     |  |
| 10.                           | «We Will Rock You (Fast)» (Estádio do Morumbi, 20 de marzo de 1981)               | May                           | 3:02     |  |
| 11.                           | «Let Me Entertain You» (Estádio do Morumbi, 20 de marzo de 1981)                  | Mercury                       | 3:26     |  |
| 12.                           | «I'm in Love with My Car» (Estádio do Morumbi, 20 de marzo de 1981)               | Taylor                        | 2:09     |  |
| 13.                           | «Alright Alright» (Estádio do Morumbi, 20 de marzo de 1981)                       | Queen                         | 2:39     |  |
| 14.                           | «Dragon Attack» (Estádio do Morumbi, 20 de marzo de 1981)                         | May                           | 3:27     |  |
| 15.                           | «Now I'm Here (Reprise)» (Estádio do Morumbi, 20 de marzo de 1981)                | May                           | 1:50     |  |
| 16.                           | «Love of My Life» (Estádio do Morumbi, 20 de marzo de 1981)                       | Mercury                       | 4:39     |  |
| 17.                           | «A Kind of Magic» (Maimarktgelände, 21 de junio de 1986)                          | Taylor                        | 6:25     |  |
| 18.                           | «Vocal Improvisation» (Maimarktgelände, 21 de junio de 1986)                      | Mercury                       | 1:03     |  |
| 19.                           | «Under Pressure» (Maimarktgelände, 21 de junio de 1986)                           | Queen, David Bowie            | 3:38     |  |
| 20.                           | «Is This the World We Created...?» (Maimarktgelände, 21 de junio de 1986)         | Mercury, May                  | 2:49     |  |
| 21.                           | «(You're So Square) Baby I Don't Care» (Maimarktgelände, 21 de junio de 1986)     | Leiber, Stoller               | 1:27     |  |
| 22.                           | «Hello Mary Lou (Goodbye Heart)» (Maimarktgelände, 21 de junio de 1986)           | Gene Pitney                   | 1:39     |  |
| 23.                           | «Crazy Little Thing Called Love» (Maimarktgelände, 21 de junio de 1986)           | Mercury                       | 4:55     |  |
| 24.                           | «God Save the Queen» (Maimarktgelände, 21 de junio de 1986)                       | tradicional, arr. por May     | 1:21     |  |
| 73:18                         |                                                                                   |                               |          |  |

| Disco cuatro: The Interviews (1976–1980) | |          |  |
| N.º                                      | Título                                                                                                | Duración |  |
| 1.                                       | «Freddie with Kenny Everett, A Day at the Races album, November 1976» (Broadcast on Capital Radio)    | 15:57    |  |
| 2.                                       | «Queen Interview with Tom Browne, News of the World album, Christmas 1977» (Broadcast on BBC Radio 1) | 40:34    |  |
| 3.                                       | «Roger with Richard Skinner, Live Killers album, June 1979» (Broadcast on BBC Radio 1)                | 4:32     |  |
| 4.                                       | «Roger with Tommy Vance, Flash Gordon album, December 1980» (Broadcast on BBC Radio 1)                | 5:53     |  |
| 5.                                       | «Roy Thomas Baker "The Record Producers"» (Broadcast on BBC Radio 1)                                  | 10:36    |  |
| 77:32                                    | |          |  |

| Disco cinco: The Interviews (1981–1986) | |          |  |
| N.º                                     | Título | Duración |  |
| 1.                                      | «John interview South American Tour, March 1981» (Broadcast on BBC Radio 1)                                           | 2:26     |  |
| 2.                                      | «Brian on "Rock On" with John Tobler, Hot Space album, June 1982» (Broadcast on BBC Radio 1)                          | 11:08    |  |
| 3.                                      | «Brian on Saturday Live with Richard Skinner and Andy Foster, The Works album, March 1984» (Broadcast on BBC Radio 1) | 11:46    |  |
| 4.                                      | «Freddie on "Newsbeat", The Works Tour, August 1984» (Broadcast on BBC Radio 1)                                       | 2:34     |  |
| 5.                                      | «Brian on Newsbeat, The Works album, September 1984» (Broadcast on BBC Radio 1)                                       | 2:47     |  |
| 6.                                      | «Freddie on Saturday Live with Graham Neale, The Works album, September 1984» (Broadcast on BBC Radio 1)              | 5:14     |  |
| 7.                                      | «Freddie with Simon Bates, April 1985» (Broadcast on BBC Radio 1)                                                     | 28:51    |  |
| 8.                                      | «Brian on "The Way It Is" with David Jensen. Wembley Stadium, July 1986» (Broadcast on Capital Radio)                 | 4:39     |  |
| 69:25                                   | |          |  |

| Disco seis: The Interviews (1986–1992) | |          |  |
| N.º                                    | Título | Duración |  |
| 1.                                     | «Roger Interview, "My Top Ten" with Andy Peebles, May 1986» (Broadcast on BBC Radio 1)                      | 24:46    |  |
| 2.                                     | «"Queen for an Hour" interview with Mike Read, The Miracle album, May 1989» (Broadcast on BBC Radio 1)      | 41:18    |  |
| 3.                                     | «Brian with Simon Bates, "Freddie and Too Much Love Will Kill You", August 1992» (Broadcast on BBC Radio 1) | 5:54     |  |
| 4.                                     | «Brian with Johnnie Walker, "Freddie Mercury Tribute Concert", October 1992» (Broadcast on BBC Radio 1)     | 2:51     |  |
| 74:49                                  | |          |  |

## Posicionamiento
| Gráficas (2016)                       | Pico de posición |
| ------------------------------------- | ---------------- |
| Austria (Ö3 Austria)                  | 60               |
| Bélgica (Ultratop flamenca)           | 65               |
| Bélgica (Ultratop valona)             | 52               |
| Países Bajos (Album Top 100)          | 47               |
| Francia (SNEP)                        | 123              |
| Alemania (Offizielle Top 100)         | 28               |
| Italia (FIMI)                         | 73               |
| Portugal (AFP)                        | 27               |
| Escocia (Scottish Albums Chart)       | 20               |
| España (PROMUSICAE)                   | 32               |
| Suiza (Schweizer Hitparade)           | 84               |
| Reino Unido (UK Albums Chart)         | 25               |
| Estados Unidos (Top Hard Rock Albums) | 19               |